# Kayar Metin
Kayar Metin (* 14. August 1990) ist ein Liechtensteiner Karateka und Kickboxer. Er wurde 2013, 2017 und 2018 WKU Weltmeister im Karate Kumite in der Gewichtsklasse bis 75 kg.

## Sportlicher Lebenslauf
Mit 15 Jahren wurde Metin in die Liechtensteiner Jugendnationalmannschaft aufgenommen. Mit 17 Jahren kämpfte er in der Juniorennationalmannschaft.
Im Alter von 19 Jahren wurde er das erste Mal Liechtensteiner Meister im Vollkontakt-Karate der WKA. Im Jahr 2013 wurde er dann zum ersten Mal Weltmeister in der Gewichtsklasse bis 75 kg im Karate Vollkontakt. Bei der WKU Weltmeisterschaft in Athen 2018 trat er vom Wettkampfsport zurück.

## Sportliche Erfolge
- 2009 Liechtensteiner Meister der WKA in Vaduz im Karate Vollkontakt bis 75 kg
- 2010 Liechtensteiner Meister der WKA im Karate Vollkontakt bis 75 kg
- 2011 Europameister der WKA in Karlsruhe im Karate Vollkontakt bis 75 kg.
- 2013 Weltmeister der WKU (Kreta / Griechenland) im Karate Vollkontakt bis 75 kg
- 2017 Weltmeister der WKU (Killarney / Irland) im Karate Vollkontakt bis 75 kg
- 2018 Weltmeister der WKU (Athen / Griechenland) im Karate Vollkontakt bis 75 kg

## Nachweise
- https://www.liechtenstein.li/fileadmin/Dateiliste/liechtenstein-li/Dokumente/05_Sport/Liechtenstein-Medaillen-WM.pdf
- https://www.wkuworld.com/world-rankings/pro-am-rankings/
- https://www.kampfkunstkollegium.com/k-metin
- https://www.wkuworld.com/world-rankings/pro-am-rankings/
- https://karate-kollegium-relaunch.jimdofree.com/metin